# 민채윤
민채윤(1993년 9월 3일 ~ )은 대한민국의 레이싱 모델이다.

## 경력

### 레이싱모델 경력
- 2019년 - 경기국제보트쇼 포즈모델
- 2019년 - 서울모터쇼 SNK 모터스 레이싱모델
- 2018년 - 넥센타이어 스피드레이싱 레이싱모델 (넥센타이어)
- 2017년 - 서울모터쇼 푸조 레이싱모델
- 2017년 - 한국타이어 전속 레이싱모델
- 2016년 - 지스타 ASUS 레이싱모델
- 2016년 - 인천 코리아 튜닝 페스티벌 핸즈코퍼레이션 레이싱모델
- 2016년 - 핸즈 모터스포츠 페스티벌 레이싱모델
- 2016년 - 서울오토살롱 핸즈 모터스포츠 레이싱모델